# Pustenasta srčenica
Pustenasta srčenica (maruljasta srčenica; lat. Chaiturus marrubiastrum, sin. Leonurus marrubiastrum ), dvogodišnja biljka nekada uključivana u rod srčenica (Leonurus), ali je iz njega izdvojena u vlastiti zasebni monotipski rod Chaiturus, porodica usnatica, koji je smješten u tribus Leonureae, dio potporodice Lamioideae. Opisan je u Flora Berolinensis Prodromus 200–201. 1787.

## Opis
Dvogodišnja biljka čiji su rizomi malo drvenasti, kosi. Stabljike su uspravne, visoke 30-60 cm, prizemno razgranate. Cvate lipanj-srpanj, plodovi srpanj-kolovoz. 

## Sinonimi
- Cardiaca marrubiastrum (L.) Medik.; 127 (1784)
- Cardiaca marrubiastrum (L.) Schreb.; Spic. Fl. Lips.: 12 (1771)
- Chaiturus leonuroides Willd.; Fl. Berol. Prodr.: 201 (1787), nom. illeg.
- Chaiturus marrubifolius St.-Lag.; Cariot, Étude Fl., ed. 8, 2: 681 (1889)
- Leonurus marrubiastrum L.; Sp. Pl. 584 (1753)
- Leonurus marrubiastrum var. simplicissimus K.Koch; Linnaea 17: 297 (1844)
- Leonurus marrubifolius St.-Lag.; Ann. Soc. Bot. Lyon 7: 129 (1880)
- Leonurus parviflorus Salisb.; Prodr. Stirp. Chap. Allerton 84 (1796), nom. illeg.

- C. marrubiastrum
- C. marrubiastrum
- C. marrubiastrum
- C. marrubiastrum